# Chingia supraspinigera
Chingia supraspinigera är en kärrbräkenväxtart som först beskrevs av Eduard Rosenstock, och fick sitt nu gällande namn av Holtt. Chingia supraspinigera ingår i släktet Chingia och familjen Thelypteridaceae. Inga underarter finns listade.